# Wskaźnik Simpsona
Wskaźnik Simpsona – wskaźnik różnorodności gatunkowej, stosowany w celu oszacowania różnorodności biologicznej siedlisk. Uwzględnia liczbę gatunków oraz względną liczebność każdego gatunku. Wskaźnik Simpsona określa prawdopodobieństwo wylosowania dwóch osobników należących do tego samego gatunku.
Wskaźnik ten wyraża się wzorem:
{\displaystyle D={\frac {\sum _{i=1}^{S}n_{i}(n_{i}-1)}{N(N-1)}}}
gdzie:

S – liczba gatunków

N – liczebność osobników

ni – liczba osobników i-tego gatunku

Wskaźnik nosi nazwę od nazwiska brytyjskiego statystyka, Edwarda H. Simpsona, który sformułował go w artykule opublikowanym w Nature, w 1949 roku.